# Cirrus vertebratus
Cirrus vertebratus este o varietate de nor cirrus. Numele de cirrus vertebratus provine din latină, însemnând „articulat, vertebrat”. Ca și cirrus intortus, specia vertebratus este exclusivă a genului cirrus. Cirrus vertebratus dă impresia vertebrelor unei coloane vertebrale, a coastelor sau a scheletului unui pește.
Specia este o formă neobișnuită a norilor cirrus și este formată de aerul care se deplasează paralel cu linia principală a norilor. Golurile din nor apar acolo unde aerul coboară, în timp ce „coastele” norului corespund zonelor de înălțare. Apariția lor pare să fie legată de localizarea curentului jet.